# ماراتن تل‌آویو
ماراتن تل‌آویو (به انگلیسی: Tel Aviv Marathon) یک مسابقه دو ماراتن بزرگ است که هر ساله در ماه فوریه در شهر تل‌آویو، اسرائیل برگزار می‌شود. شروع این مسابقات در سال ۱۹۸۱ بود و تا سال ۱۹۹۴ هر ساله برگزار می‌شد. در سال ۲۰۰۹ دوباره راه‌اندازی شد و از آن زمان تاکنون هر ساله برگزار می‌شود، که در سال ۲۰۲۲ با حدود ۴۰٬۰۰۰ دونده برگزار گردید. این مسابقه در سال ۲۰۲۱ به دلیل همه‌گیری کووید ۱۹ برگزار نشد و به جای آن یک رویداد دیجیتال برگزار شد.
مسابقه دو مربوط به سال ۲۰۲۲ در روز ۲۵ فوریه برگزار شد. وینسنت کیپسانگ رونو از کنیا و بیکایا منتامار (Bikaya Mantamar) از اسرائیل به ترتیب برندگان بخش مردان و زنان بودند.

## تاریخچه

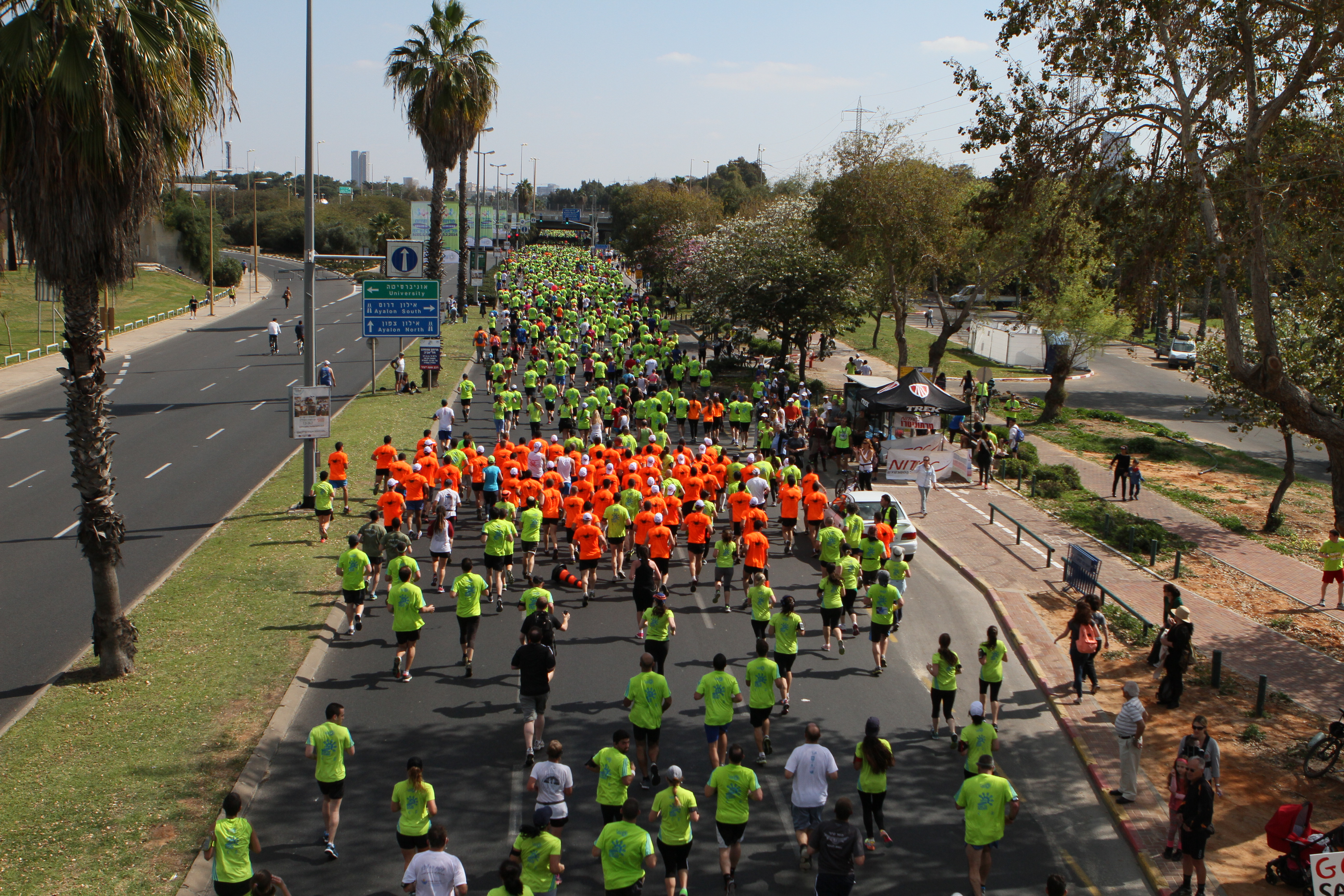
ماراتن تل آویو، سال ۲۰۱۴

ماراتن یکی از اصلی‌ترین رویدادهای بین‌المللی سالانه در تل‌آویو است. ماراتن تل‌آویو یک رویداد چند بخشی است که به دوندگان حرفه‌ای و تفننی این امکان را می‌دهد در آن شرکت کنند. این رویداد شامل یک‌نیمه ماراتن اسکیت درون‌خطی و یک مسابقه دوچرخه‌دستی به مسافت ۳۰ کیلومتر برای افرادی است که به نیازهای ویژه متکی هستند. دوندگان ماراتن در امتداد ساحل دریا و خیابان‌های اصلی تل‌آویو، که یک سایت رسمی میراث جهانی یونسکو است، می‌دوند.
انتظار بر این بود که حدود ۳۵٬۰۰۰ دونده در ماراتن ۲۰۱۳ شرکت کنند، وفق اینکه در دوره‌های مختلف گستره‌ای از دوندگان حضور داشته‌اند. مسابقه ماراتن که قرار بود طبق برنامه‌ریزی اولیه در روز ۱۵ مارس ۲۰۱۳ برگزار گردد به دلیل دمای بالای غیرمنتظره انجام نشد. سایر مسابقات برنامه‌ریزی شده به عنوان بخشی از این رویداد، از جمله دو نیمه ماراتن، مسابقات ۱۰ کیلومتر، مسابقه ۴٫۲ کیلومتر و مسابقه خردسالان برگزار شد، اما در زمانی زودتر از وقت قبلی برنامه‌ریزی شده، شروع شد. با وجود اقدامات در نظر گرفته شده، یک دونده جان باخت و دوازده نفر دیگر به شدت صدمه دیدند.

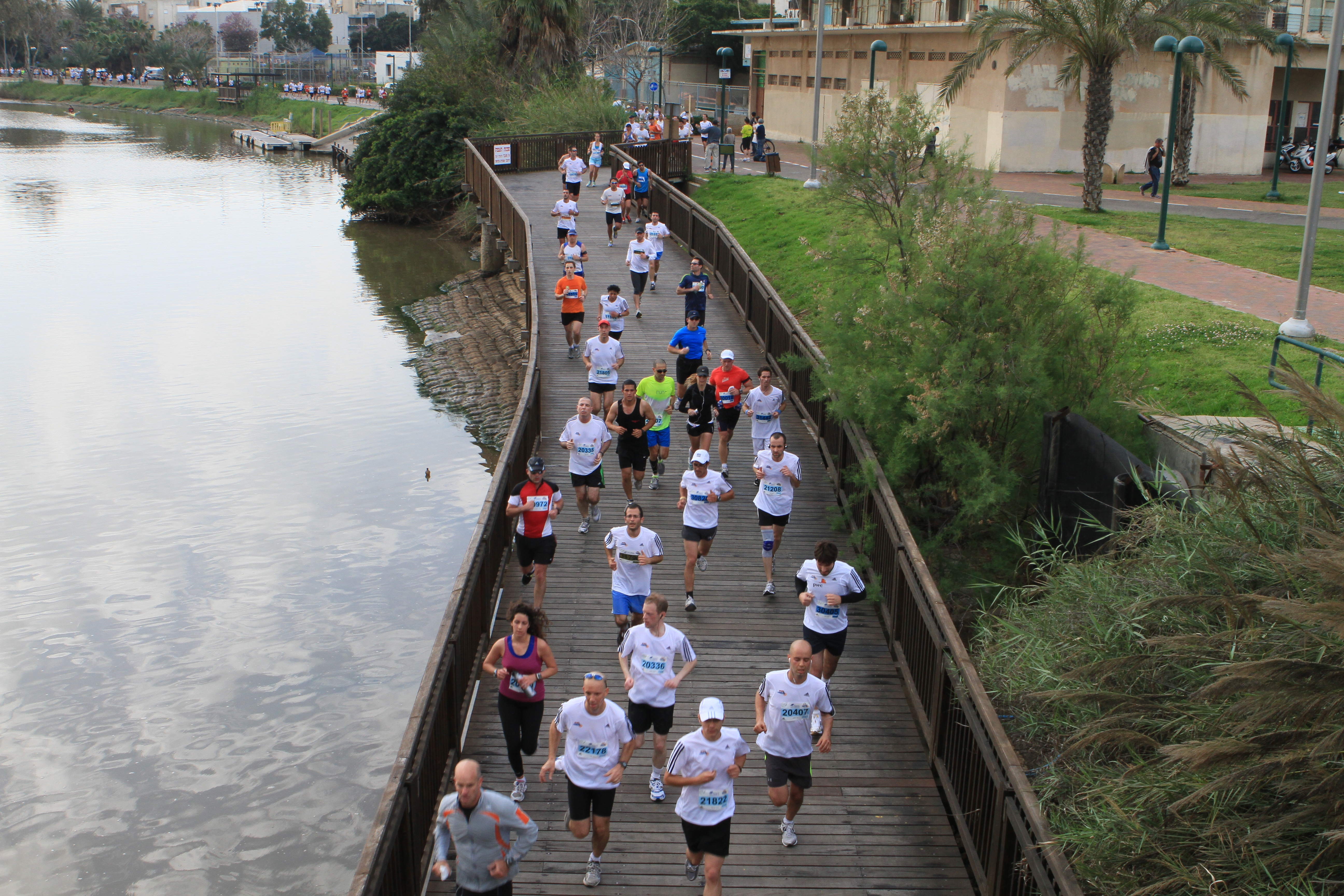
ماراتن تل‌آویو، ۲۰۱۱

برای دو ماراتن سال ۲۰۲۰، اگرچه در ابتدا خارجی‌ها به دلیل نگرانی در مورد همه‌گیری ویروس کرونا از شرکت در مسابقات منع شدند، وزارت بهداشت تا حدودی این ممنوعیت را چند روز قبل از مسابقه لغو کرد و به «دیپلمات‌ها، خارجی‌های مقیم و ساکنان بین‌المللی» که از قبل برای شرکت در ماراتن در اسرائیل حضور داشتند، اجازه داد در این مسابقات شرکت کنند.
در سال ۲۰۲۱، مسابقه دو ماراتن به دلیل همه‌گیری ویروس کرونا برگزار نشد. در عوض، یک رویداد مجازی با استفاده از یک اپلیکیشن اختصاصی برگزار شد که به مدت یک و نیم هفته در دسترس بود تا دوندگان بتوانند زمان و مکان مورد نظر خود را انتخاب کنند و اطلاعاتی در مورد مسافت و زمان اجرا در اپلیکیشن را دریافت کنند.
رکوردهای دوره مسابقات

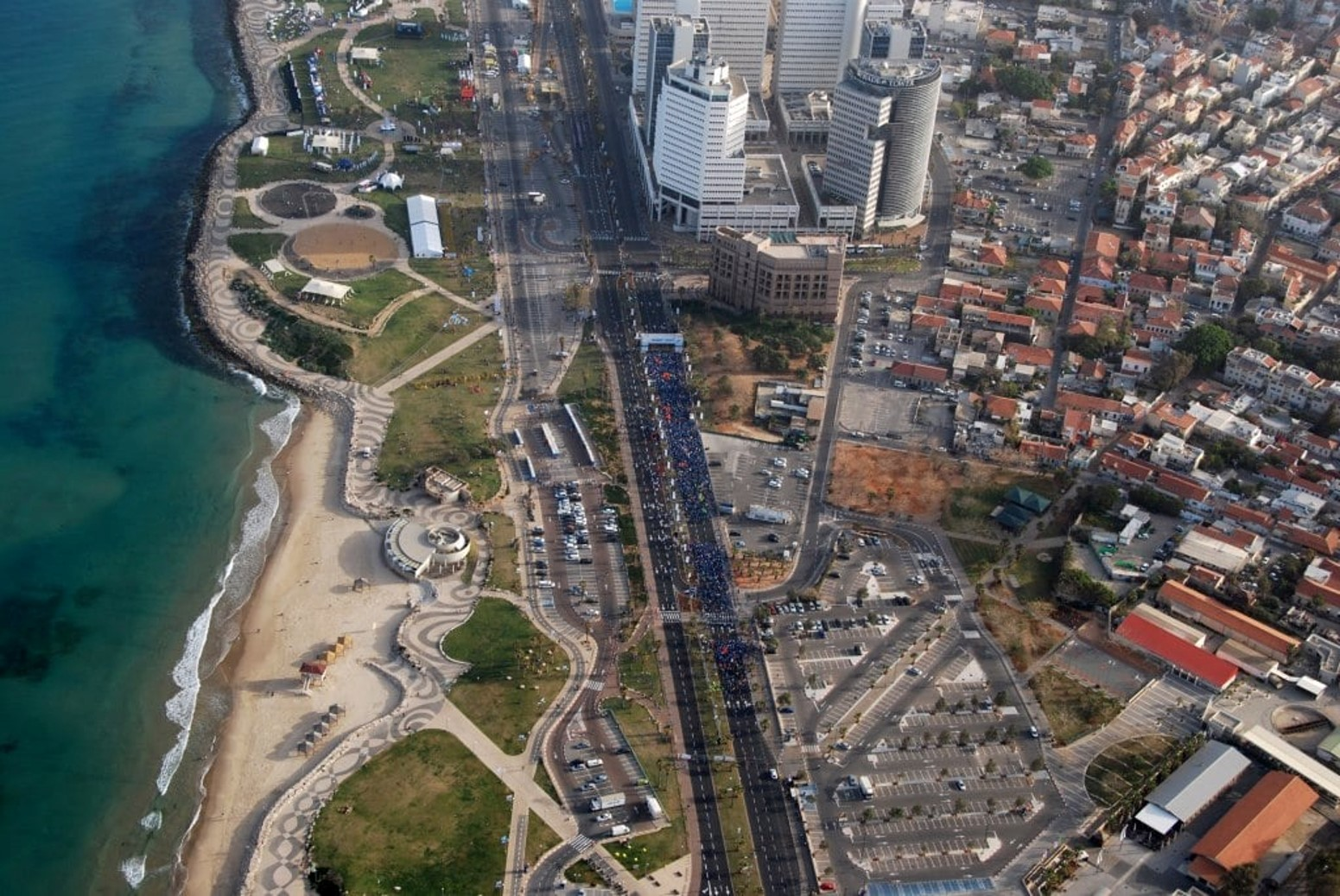
ماراتن تل‌آویو، نمای هوایی، سال ۲۰۲۲

رکورد بخش مردان ۲:۱۰:۱۱ است که در دو ماراتن سال ۲۰۲۳ توسط دومینیک (Dominic Kipngeno Mibei) از کنیا به ثبت رسید.
رکورد بخش مردان اسرائیل ۲:۲۷:۲۵ است که در دو ماراتن سال ۲۰۱۷ توسط مارو تفری (Marhu Teferi) ثبت شد.
رکورد بخش زنان ۲:۳۵:۵۱ است که در دو ماراتن سال ۲۰۱۷ توسط مارگارت نجوگونا (Margaret Njuguna) از کنیا ثبت شد.
رکورد بخش زنان اسرائیل ۲:۵۱:۲۳ است که در دو ماراتن سال ۲۰۱۹ توسط ایرنه-اور کونووالوف (Irene-Orr Konovalov) ثبت شده است.
برندگان دوره‌های قبل
کلید:  رکورد دوره
| تاریخ         | برنده بخش مردان                                  | زمان         | برنده بخش زنان               | زمان         | مراجع                |
| ------------- | ------------------------------------------------ | ------------ | ---------------------------- | ------------ | -------------------- |
| ۲۴ فوریه ۲۰۲۳ | دومینیک کیپ‌نگِنو(Dominic Kipngeno Mibei) (کنیا)   | ۲:۱۰:۱۱      | مارگارت نجوگونا (کنیا)       | ۲:۴۲:۴۰      | [ ۱۴ ]               |
| ۲۵ فوریه ۲۰۲۲ | وینسنت رونو (کنیا)                               | ۲:۱۲:۵۵      | بیکایا منتامار (اسرائیل)     | ۲:۵۳:۰۱      | [ ۱۵ ]               |
| ۲۰۲۱          | رویداد مجازی                                     | رویداد مجازی | رویداد مجازی                 | رویداد مجازی |                      |
| ۲۷ فوریه ۲۰۲۰ | توبیاس سینگر (آلمان)                             | ۲:۳۱:۰۱      | النا تولستیخ (روسیه)         | ۲:۴۴:۱۷      | [ ۱۶ ] [ ۱۷ ] [ ۱۸ ] |
| ۲۲ فوریه ۲۰۱۹ | ساموئل دمی (اتیوپی)                              | ۲:۱۴:۳۱      | مارگارت نجوگونا (کنیا)       | ۲:۴۰:۲۶      |                      |
| ۲۳ فوریه ۲۰۱۸ | Ernest Kebenei (کنیا)                            | ۲:۱۹:۵۳      | مارگارت نجوگونا (کنیا)       | ۲:۵۸:۱۸      |                      |
| ۲۴ فوریه ۲۰۱۷ | بلته مکونن (اتیوپی)                              | ۲:۱۲:۱۲      | مارگارت نجوگونا (کنیا)       | ۲:۳۵:۵۱      |                      |
| ۲۶ فوریه ۲۰۱۶ | ویلیام یگون (کنیا)                               | ۲:۱۰:۵۰      | لونا چمتای (کنیا)            | ۲:۴۰:۱۶      |                      |
| ۲۷ فوریه ۲۰۱۵ | ویلیام یگون (کنیا)                               | ۲:۱۰:۳۰      | Azeb Weldehawariat (اتیوپی)  | ۲:۵۱:۲۴      |                      |
| ۲۸ فوریه ۲۰۱۴ | حزقیال کیپروپ (کنیا)                             | ۲:۱۴:۴۰      | مارگارت نجوگونا (کنیا)       | ۲:۴۴:۲۳      |                      |
| ۲۰۱۳          | برگزار نشد                                       | برگزار نشد   | برگزار نشد                   | برگزار نشد   | برگزار نشد           |
| ۳۰ مارس ۲۰۱۲  | ساموئل تارُس (کنیا)                               | ۲:۱۵:۱۵      | Abeba Tolla (اتیوپی)         | ۲:۳۸:۲۷      |                      |
| ۰۸ آوریل ۲۰۱۱ | Josphat Rono (کنیا)                              | ۲:۱۹:۰۲      | Worknesh Shashe (اتیوپی)     | ۲:۴۰:۳۵      |                      |
| ۱۴ مه ۲۰۱۰    | Avraham Hailemelkot (اسرائیل)                    | ۲:۴۹:۳۴      | Orna Blau (اسرائیل)          | ۳:۱۳:۳۰      |                      |
| ۲۴ آوریل ۲۰۰۹ | دانیل کیپ‌چومبا (کنیا)                            | ۲:۳۸:۰۶      | Orna Blau (اسرائیل)          | ۳:۰۷:۴۱      |                      |
| ۱۹۹۵–۲۰۰۸     | برگزار نشد                                       | برگزار نشد   | برگزار نشد                   | برگزار نشد   | برگزار نشد           |
| ۱۵ مارس ۱۹۹۴  | Gezahenge Birra (ETH)                            | ۲:۱۹:۳۷      | Czesława Mentlewicz (لهستان) | ۲:۴۰:۴۴      |                      |
| ۱۵ مارس ۱۹۹۳  | Aiduna Aitnafa (اتیوپی)                          | ۲:۲۱:۳۷      | Cinzia Allasia (ایتالیا)     | ۳:۱۰:۵۷      |                      |
| ۱۶ مارس ۱۹۹۲  | تومو توربو (اتیوپی)                              | ۲:۱۴:۵۶      | Alina Magamedirova (روسیه)   | ۲:۴۷:۴۷      |                      |
| ۱۵ آوریل ۱۹۹۱ | Tsegaye Segne (اتیوپی)                           | ۲:۱۹:۵۰      | لوردانا ریچی (ایتالیا)       | ۲:۵۸:۱۲      |                      |
| ۱۵ مارس ۱۹۹۰  | Hannu Korkalainen (فنلاند)                       | ۲:۳۰:۳۲      | لوردانا ریچی (ایتالیا)       | ۳:۲۰:۱۲      |                      |
| ۱۶ مارس ۱۹۸۹  | اوسمیرو سیلوا (برزیل)                            | ۲:۱۳:۲۳ *    | Czesława Mentlewicz (لهستان) | ۲:۵۳:۱۸ *    |                      |
| ۰۶ مارس ۱۹۸۸  | Jean-Claude Louison (فرانسه)                     | ۲:۲۲:۲۱      | آدریانا باربو (رومانی)       | ۲:۴۴:۰۳      |                      |
| ۱۹ مارس ۱۹۸۷  | میشل کنستانت (فرانسه)                            | ۲:۲۳:۲۷      | اریکا کروگر (FRG)            | ۳:۲۶:۲۸      |                      |
| ۰۳ مارس ۱۹۸۶  | میشل شویند (فرانسه)                              | ۲:۳۰:۰۵      | Elena Murgoci (رومانی)       | ۲:۴۹:۳۲      |                      |
| ۰۷ مارس ۱۹۸۵  | ژان میشل شاربونل (فرانسه)                        | ۲:۲۳:۰۶      | لیز کریستیانسن (دانمارک)     | ۳:۰۱:۲۷      |                      |
| ۱۹ مارس ۱۹۸۴  | Gheorghe Sandu (رومانی)                          | ۲:۲۷:۰۵      | n/a                          | ---          |                      |
| ۲۸ فوریه ۱۹۸۳ | آلن مک گی (بریتانیای کبیر)                       | ۲:۲۲:۳۴      | n/a                          | ---          |                      |
| ۰۹ مارس ۱۹۸۲  | Yves Seigneuric (فرانسه) · Claude Minni (فرانسه) | ۲:۲۶:۵۶      | نواح عزرا (اسرائیل)          | ۴:۳۱:۱۵      |                      |
| ۱۹ مارس ۱۹۸۱  | ژان میشل شاربونل (فرانسه)                        | ۲:۳۵:۴۷      | زاهاوا الیاسی (هلند)         | ۴:۰۲:۵۱      |                      |

یادداشت: سال ۱۹۸۱ سال افتتاحیه بود. مسیر مورد استفاده برای مسابقه ۱۹۸۹ به دلیل اشتباهات علامت گذاری، ۱٬۷۵۹ متر کوتاه‌تر بود.https://arrs.run/HP_TelAvivMa.htm
جایزه نقدی (دوندگان واجد شرایط ADR)
| سال   | مردان       | زنان        | مجموع       |
| ----- | ----------- | ----------- | ----------- |
| ۲۰۱۲  | ۹٬۲۴۰ دلار  | ۵٬۶۰۰ دلار  | ۱۴٬۸۴۰ دلار |
| ۲۰۱۱  | ۸٬۷۱۰       | ۸٬۷۱۰       | ۱۷٬۴۲۰      |
| ۲۰۰۹  | ۱٬۰۰۰       | ۱٬۷۵۰       | ۲٬۷۵۰       |
| مبالغ | ۱۸٬۹۵۰ دلار | ۱۶٬۰۶۰ دلار | ۳۵٬۰۱۰ دلار |

عملکردهای با کیفیت
| مردان |    |
| ----- | -- |
| <۲:۱۵ | ۱۸ |

| زنان  |   |
| ----- | - |
| <۲:۴۰ | ۳ |